# Tongaat
Tongaat est une ville sucrière de la province de KwaZulu-Natal, la province la plus peuplée d'Afrique du Sud, ancienne province zoulou. Elle est située sur les rives de la rivière Tongati, à environ 37 km au nord de Durban et 28 km au sud de KwaDukaza. Elle fait maintenant partie de la banlieue de Durban, et de la municipalité métropolitaine d'EThekwini. La ville abrite une importante  communauté indienne.

## Histoire
Tongaat a été créé en 1945 et son nom est issu du nom de la rivière, Tongati, le mot zoulou pour les arbres Strychnos mackenii qui fleurissent sur ses berges. 

## Activité économique
L'entreprise sucrière Tongaat Hulett a son siège à Tongaat, ainsi que la Moreland Molasses Companies. S'y trouve l'un des premiers moulins du pays, achevé en 1850. Certaines méthodes originelles de transformation du sucre sont encore employées.

## Monuments
La ville est esthétiquement marquée par le style colonial anglais, avec une touche cosmopolite, et par l'importance et l'ancienneté de la communauté d'origine indienne. 
- Le Jugannath Puri Temple est un temple indien, un monument historique et une attraction touristique[2]. Il a été construit en 1901.
- Le Sri Siva Soobramaniar Temple accueille tous les ans ce qui est probablement la plus grande fête Cavadee d'Afrique du Sud.
- Le Vishwaroop Temple and Dharmashala construit en 1903 a été nommé ainsi après la visite de Gopal Krishna Gokhale, un des fondateurs du mouvement d'indépendance indien contre l'Empire britannique.

## Attractions
Crocodile Creek est une ferme d'élevage de crocodiles.
Les parcs et jardins d' Amanzimyama en entrant dans Tongaat témoignent de la prospérité de l'entreprise Tongatt Hulett : l'ensemble des bâtiments de l'entreprise sont implantés au cœur de jardins pouvant rivaliser avec les plus fameux jardins botaniques du globe. Fondée par un Écossais, la compagnie est significative de ces entreprises coloniales ayant construit leur modèle économique, au XIXe siècle et XXe siècle, sur une main-d'œuvre  peu onéreuse, autochtone ou d'émigrants indiens.
De nombreux circuits en voiture, dans la région, sont assez pittoresques, y compris la route de Verulam. La plage Westbrooke est à environ 10 minutes de Tongaat. Ballito est bordée de nombreux centres commerciaux et de belles plages. 
Tongaat est très proche de l'aéroport.